# 위수이구

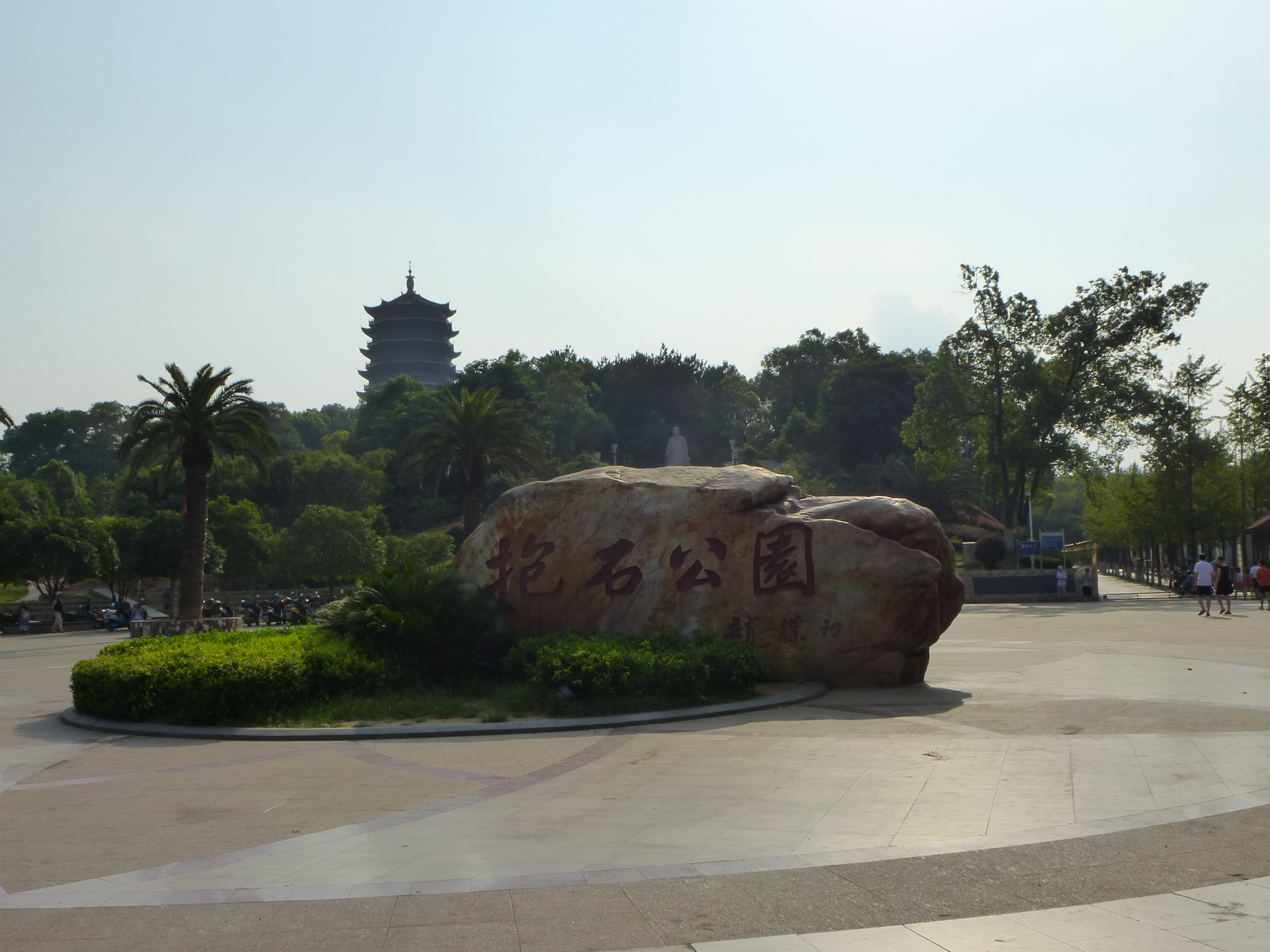

위수이구(한국어: 유수구, 중국어: 渝水区, 병음: Yúshuǐ Qū)는 중화인민공화국 장시성 신위 시의 현급 행정구역이다. 넓이는 1776 km2이고, 인구는 2007년 기준으로 820,000명이다.

## 기후
연평균 기온은 17.8°C이고 연평균 강수량은 1550mm이다.

## 행정 구역
4개 가도, 10개 진, 6개 향을 관할한다.
- 가도: 城南街道, 城北街道, 袁河街道.
- 진: 水北镇, 下村镇, 良山镇, 罗坊镇, 姚圩镇, 珠珊镇, 观巢镇, 欧里镇, 河下镇, 水西镇.
- 향: 鹄山乡, 人和乡, 界水乡, 南安乡, 新溪乡, 九龙山乡.